# پل کوگلر
پل کوگلر (انگلیسی: Paul Kugler; ۲۴ سپتامبر ۱۸۸۹ – ۲ فوریهٔ ۱۹۶۲) بازیکن فوتبال اهل آلمان بود.
از باشگاه‌هایی که در آن بازی کرده‌است می‌توان به باشگاه فوتبال ویکتوریا ۱۸۸۹ اشاره کرد.
وی همچنین در تیم ملی فوتبال آلمان بازی کرده‌است.